# Mise en station d'une monture équatoriale
Une mise en station est un réglage qui concerne les télescopes équipés d'une monture équatoriale. Elle consiste à régler l'axe horaire de la monture pour le rendre parallèle à l'axe de rotation de la Terre. Ce réglage permet d'observer un astre pendant de longues périodes en suivant sa trajectoire par une simple rotation du télescope sur cet axe horaire.
Parmi les nombreuses méthodes existantes, on peut en distinguer trois principales : la méthode approchée, basée sur le pointage direct de α Ursae Minoris (l'étoile polaire) ; la méthode de Bigourdan qui permet une mise en station avec une étoile quelconque ; et la méthode de King, basée sur l'analyse de photographies à longue pose.
D'une manière générale, une mise en station consiste à régler d'une part l'inclinaison de l'axe horaire, et d'autre part son orientation.

## Description d'une monture équatoriale
Une monture équatoriale est constituée de 4 axes :
- Bien repérer les quatre axes avant de commencer. Pour ce repérage, on décrit les axes à partir du trépied pour finir au tube du télescope :
  - L'axe d'orientation (azimut) est l'axe vertical qui permet à l'ensemble de la monture équatoriale de tourner sur elle-même de 360°. Sa base est fixée au trépied.
  - L'axe de la hauteur est un axe horizontal qui permet à la partie supérieure de la monture équatoriale de pivoter de 180° mais on le règle une fois pour toutes sur la latitude du lieu d'où l'on observe. Sa base est fixée sur l'axe d'orientation (azimut).
  - L'axe horaire ou axe d'ascension droite (RA pour right ascension en anglais), permet à la partie supérieure de la monture équatoriale de pivoter sur 360°. Il est gradué en heures car il permet de suivre le mouvement d'un astre lors de la rotation terrestre. Sa base est fixée à l'axe de latitude.
  - L'axe de déclinaison, enfin : sa base est fixée à l'extrémité de l'axe horaire et son extrémité est fixée au tube du télescope lui-même. Il permet au tube du télescope de pivoter sur 360°.

- Pour l'observation :
  - L'axe horaire est celui qui porte le télescope, il peut pivoter sur lui-même et sert à suivre l'ascension droite d'un astre
  - L'axe de déclinaison est à l'extrémité de l'axe horaire, il relie celui-ci au tube du télescope et permet de le faire basculer pour suivre la déclinaison
- Pour la mise en station :
  - L'axe de la hauteur est horizontal, il est situé à la base de l'axe horaire et permet d'en régler l'inclinaison ; certaines montures bon marché ont une inclinaison fixe de 40 ou 45°
  - L'axe d'orientation (azimut) est un axe vertical qui permet de faire pivoter l'ensemble de la monture à droite ou à gauche ; la monture est quelquefois solidaire de son support, dans ce cas il faut faire pivoter tout le support.

## Méthode approchée
Le réglage approché d'une monture est pratique pour les observations de courte durée. Certaines montures équatoriales de type allemand sont équipées d'un viseur polaire qui facilite encore ce réglage. Sur une monture à fourche, elle nécessite l'emploi d'un coude qui renvoie l'image à 90°.
Tout d'abord, le support de la monture (généralement un trépied) doit fournir un support parfaitement horizontal, et si la monture est de type allemand, elle doit être correctement équilibrée.

### Réglage à vue
Desserrer la vis de l'axe horizontal primaire (l'axe de la hauteur), une graduation permet de la régler sur la latitude du site d'observation, puis resserrer provisoirement la vis,
Pivoter le tube du télescope sur ses axes horaire et de déclinaison pour le rendre parallèle à l'axe horaire,
Bloquer les freins des axes horaire et de déclinaison,
Orienter le tube du télescope vers l'étoile polaire en faisant pivoter la monture, ou le trépied si la monture est solidaire de celui-ci, en pointant à vue dans la direction de l'étoile polaire.
À la fin de l'opération, l'étoile polaire devrait être visible dans le chercheur. Pour obtenir une meilleure précision, on peut s'aider de celui-ci.
Si l'étoile polaire n'est pas visible, il est également tout à fait possible de faire un réglage à vue sur n'importe quelle étoile avec un oculaire de grande focale (pour un grossissement faible) si on connaît son angle horaire (dans Stellarium par exemple), idéalement la plus proche possible du pôle céleste si vous n'avez pas de motorisation, sinon le plus proche possible de l'équateur céleste. Utiliser les graduations de la bague des angles horaires (appelée à tort "bague des ascensions droites") pour mettre l'index à la valeur de l'angle horaire de l'étoile. Normalement, l'index doit indiquer "6h" pour les "nordistes" ("18h" pour les "sudistes") quand le téléscope est en position initiale (tube vers le pôle déleste, contrepoids en bas). Régler l'index de la déclinaison à la déclinaison de l'étoile. Une fois que c'est fait, orienter la monture grossièrement en bougeant le trépied, puis plus finement grâce aux réglages en azimuth et en hauteur de la monture jusqu'à ce que l'étoile soit visible au centre de l'oculaire (on suppose ici que la surface de la tête du trépied est à niveau). Vous devrez probablement aussi vous aider en utilisant le chercheur (dont le grossissement est inférieur à celui obtenu avec votre oculaire le plus grand) 

### Réglage avec le chercheur
Le chercheur permet d'affiner le réglage à vue. Pour cela, l'instrument doit être muni d'un chercheur réticulé qui doit être préalablement réglé pour être parallèle au tube du télescope. Après un premier réglage à vue, les freins des axes horaire et de déclinaison doivent être maintenus serrés.
- Pivoter le chercheur sur lui-même pour que les croisillons du réticule soient vertical et horizontal ; noter que l'image rendue par le chercheur est renversée droite-gauche et haut-bas
- Desserrer légèrement la vis de réglage de latitude et incliner plus ou moins l'instrument pour amener l'étoile polaire sur le croisillon horizontal
- Lorsque le réglage est satisfaisant, resserrer définitivement la vis de l'axe de latitude ; le réglage obtenu reste valable pour toute observation menée ultérieurement sur le même site ou à la même latitude
- Pivoter la monture (ou le trépied) pour amener l'étoile polaire au centre du réticule
- Bloquer définitivement le plateau de la monture ; dans tous les cas, veiller à ne plus bouger le trépied

Les freins des axes horaire et de déclinaison peuvent être débloqués, l'axe horaire est maintenant parallèle à l'axe de rotation de la Terre. La rotation de l'axe horaire suit l'ascension droite, et celle de l'axe de déclinaison suit la déclinaison.
La mise en station de la monture par cette méthode offre une précision qui ne dépasse généralement pas 2°.

## Réglage avec leviseur polaire
Le viseur polaire se présente comme une petite lunette et possède un réticule éclairé ou non, il est situé pour une monture Allemande à l'intérieur de l'axe horaire creux. Le réticule se présente
comme un cercle centré sur l'axe optique (qui correspond au pôle nord céleste), ce cercle représente l'écart de l'étoile polaire avec le pôle nord céleste pour un certain nombre d'années. Ce cercle possède sur sa circonférence un petit
cercle qui représente la position de l'étoile polaire. Cette position dépend de la date, de l'heure et du lieu d'observation. Pour l'hémisphère sud le réglage s'effectue avec la constellation d'octant.
- Régler la platine de la monture à l'horizontale à l'aide d'un niveau à bulle.
- À l'aide des molettes de réglage en azimut et latitude, faire apparaître dans un premier temps l'étoile polaire dans le viseur polaire.
- Le viseur polaire comporte une échelle graduée qui représente un calendrier avec une graduation pour chaque jour. Cette échelle comporte aussi dans sa partie intérieure une échelle de longitude : en général de 20° Est à 20° Ouest.

La monture autour du viseur polaire possède une échelle graduée en heure. Régler en premier la longitude du lieu d'observation en tournant l'échelle graduée du viseur polaire. Faire correspondre la date du jour d'observation avec l'heure d'observation
en faisant tourner à la main le télescope sur son axe horaire, bloquer les freins de la monture sur cette position.
- Affiner les réglages en azimut et latitude pour que l'étoile polaire soit placée à l'intérieur du petit cercle qui indique la position théorique de celle-ci à l'heure et à la date d'observation considérées.

La précision du réglage avec ce principe est de quelques minutes d'arc.
Nota : Du fait de la précession des équinoxes, l'étoile polaire se déplace lentement au cours du temps par rapport au pôle nord céleste. Par suite, le dessin du réticule qui représente la position de l'étoile Polaire par rapport au pole nord céleste finit par être trop éloigné de la réalité, ce qui nécessite, au bout de plusieurs années, de remplacer le viseur polaire par un viseur contenant un réticule actualisé.[pas clair].